# Список прем'єр-міністрів Ємену
У статті подано список прем'єр-міністрів Ємену, в тому числі голів уряду Північного (1962–1990), Південного (1969–1994) Ємену та об'єднаної країни (від 1990).

## Прем'єр-міністри Єменської Арабської Республіки
| №    | Портрет        | Ім'я (роки життя)                                                                   | Початок терміну   | Кінець терміну             | Політична партія           |
| ---- | -------------- | ----------------------------------------------------------------------------------- | ----------------- | -------------------------- | -------------------------- |
| 1    |                | Абдалла ас-Саляль араб. عبد الله السلال (1917–1994)                                 | 28 вересня 1962   | 26 квітня 1963             | Військовик                 |
| 2    |                | Абдул Латіф Дайфалла араб. عبد اللطيف ضيف الله (1930–2019)                          | 26 квітня 1963    | 5 жовтня 1963              | Військовик                 |
| 3    |                | Абдул Рахман аль-Ар'яні араб. عبد الرحمن الإرياني (1908–1998)                       | 5 жовтня 1963     | 10 лютого 1964             | Незалежний                 |
| 4    |                | Хассан аль-Амрі араб. حسن العمري (1920–1989)                                        | 10 лютого 1964    | 29 квітня 1964             | Військовик                 |
| 5    |                | Гамуд аль-Ґаїфі араб. حمود الجائفي (1918–1985)                                      | 29 квітня 1964    | 6 січня 1965               | Незалежний                 |
| (4)  |                | Хассан аль-Амрі араб. حسن العمري (1920–1989)                                        | 6 січня 1965      | 20 квітня 1965             | Військовик                 |
| 6    |                | Ахмад Мухаммед Нуман араб. أحمد محمد نعمان (1909–1996)                              | 20 квітня 1965    | 6 липня 1965               | Незалежний                 |
| (1)  |                | Абдалла ас-Саляль араб. عبد الله السلال (1917–1994)                                 | 6 липня 1965      | 21 липня 1965              | Військовик                 |
| (4)  |                | Хассан аль-Амрі араб. حسن العمري (1920–1989)                                        | 21 липня 1965     | 18 вересня 1966            | Військовик                 |
| (1)  |                | Абдалла ас-Саляль араб. عبد الله السلال (1917–1994)                                 | 18 вересня 1966   | 5 листопада 1967           | Військовик                 |
| 7    |                | Мохсін Ахмад аль-Айні араб. محسن أحمد العيني (1932–)                                | 5 листопада 1967  | 21 грудня 1967             | Незалежний                 |
| (4)  |                | Хассан аль-Амрі араб. حسن العمري (1920–1989)                                        | 21 грудня 1967    | 9 липня 1969               | Військовик                 |
| —    |                | Абдул Салам Сабра араб. عبد السلام صبره (1912–2012) в. о.                           | 9 липня 1969      | 29 липня 1969              | Незалежний                 |
| (7)  |                | Мохсін Ахмад аль-Айні араб. محسن أحمد العيني (1932–)                                | 29 липня 1969     | 2 вересня 1969             | Незалежний                 |
| 8    |                | Абдалла Куршумі араб. عبد الله كرشمي (1932–2007)                                    | 2 вересня 1969    | 5 лютого 1970              | Незалежний                 |
| (7)  |                | Мохсін Ахмад аль-Айні араб. محسن أحمد العيني (1932–)                                | 5 лютого 1970     | 26 лютого 1971             | Незалежний                 |
| —    |                | Абдул Салам Сабра араб. عبد السلام صبره (1912–2012) в. о.                           | 26 лютого 1971    | 3 травня 1971              | Незалежний                 |
| (6)  |                | Ахмад Мухаммед Нуман араб. أحمد محمد نعمان (1909–1996)                              | 3 травня 1971     | 24 серпня 1971             | Незалежний                 |
| (4)  |                | Хассан аль-Амрі араб. حسن العمري (1920–1989)                                        | 24 серпня 1971    | 5 вересня 1971             | Військовик                 |
| —    |                | Абдул Салам Сабра араб. عبد السلام صبره (1912–2012) в. о.                           | 5 вересня 1971    | 18 вересня 1971            | Незалежний                 |
| (7)  |                | Мохсін Ахмад аль-Айні араб. محسن أحمد العيني (1932–)                                | 18 вересня 1971   | 30 грудня 1972             | Незалежний                 |
| 9    |                | Каді Абдалла аль-Агрі араб. القاضي عبدالله الحجري (1911–1977)                       | 30 грудня 1972    | 10 лютого 1974             | Незалежний                 |
| 10   |                | Хассан Мухаммед Маккі араб. حسن محمد مكي (1933–2016)                                | 10 лютого 1974    | 22 червня 1974             | Незалежний                 |
| (7)  |                | Мохсін Ахмад аль-Айні араб. محسن أحمد العيني (1932–)                                | 22 червня 1974    | 16 січня 1975              | Незалежний                 |
| —    |                | Абдул Латіф Дайфалла араб. عبد اللطيف ضيف الله (1930–2019) в. о.                    | 16 січня 1975     | 25 січня 1975              | Військовик                 |
| 11   |                | Абдул Азіз Абдул Ґані араб. عبد العزيز عبد الغني (1939–2011)                        | 25 січня 1975     | 15 жовтня 1980             | Незалежний                 |
| 12   |                | Абд аль-Карім аль-Айрані араб. عبد الكريم علي يحي محمدعبد ألله الإرياني (1934–2015) | 15 жовтня 1980    | 24 серпня 1982             | Незалежний                 |
| (12) | 24 серпня 1982 | Абд аль-Карім аль-Айрані араб. عبد الكريم علي يحي محمدعبد ألله الإرياني (1934–2015) | 13 листопада 1983 | Загальний народний конгрес |                            |
| (11) |                | Абдул Азіз Абдул Ґані араб. عبد العزيز عبد الغني (1939–2011)                        | 13 листопада 1983 | 22 травня 1990             | Загальний народний конгрес |

## Прем'єр-міністри Південного Ємену
| №                                                  | Portrait       | Ім'я (роки життя)                                           | Початок терміну | Кінець терміну                | Політична партія              |
| -------------------------------------------------- | -------------- | ----------------------------------------------------------- | --------------- | ----------------------------- | ----------------------------- |
| 1                                                  |                | Фейсал аль-Шаабі араб. فيصل عبد الطيف الشعبي (?–1971)       | 6 квітня 1969   | 22 червня 1969                | Національний визвольний фронт |
| 2                                                  |                | Мухаммед Алі Хайтам араб. محمد علي هيثم (1940–1993)         | 23 червня 1969  | 2 серпня 1971                 | Національний визвольний фронт |
| 3                                                  |                | Алі Насір Мухаммед араб. علي ناصر محمد الحسني (1939–)       | 2 серпня 1971   | 21 грудня 1978                | Національний визвольний фронт |
| (3)                                                | 21 грудня 1978 | Алі Насір Мухаммед араб. علي ناصر محمد الحسني (1939–)       | 14 лютого 1985  | Єменська соціалістична партія |                               |
| 4                                                  |                | Гейдар Абу Бакр аль-Аттас араб. حيدر أبو بكر العطاس (1939–) | 14 лютого 1985  | 8 лютого 1986                 | Єменська соціалістична партія |
| 5                                                  |                | Ясін Саїд Нуман араб. ياسين سعيد نعمان (1948–)              | 8 лютого 1986   | 22 травня 1990                | Єменська соціалістична партія |
| Об'єднання Ємену (22 травня 1990 – 21 травня 1994) |                |                                                             |                 |                               |                               |
| 6                                                  |                | Гейдар Абу Бакр аль-Аттас араб. حيدر أبو بكر العطاس (1939–) | 21 травня 1994  | 7 липня 1994                  | Єменська соціалістична партія |

## Прем'єр-міністри Ємену
| № | Портрет | Ім'я (роки життя)                                                                   | Початок терміну  | Кінець терміну   | Політична партія              |
| - | ------- | ----------------------------------------------------------------------------------- | ---------------- | ---------------- | ----------------------------- |
| 1 |         | Гейдар Абу Бакр аль-Аттас араб. حيدر أبو بكر العطاس (1939–)                         | 22 травня 1990   | 9 травня 1994    | Єменська соціалістична партія |
| — |         | Мухаммед Саїд аль-Аттар араб. محمد سعيد العطار (1927–2005) в. о.                    | 9 травня 1994    | 6 жовтня 1994    | Незалежний                    |
| 2 |         | Абдул Азіз Абдул Ґані араб. عبد العزيز عبد الغني (1939–2011)                        | 6 жовтня 1994    | 14 травня 1997   | Загальний народний конгрес    |
| 3 |         | Фарадж Саїд бін Ґанем араб. فرج سعيد بن غانم (1937–2007)                            | 14 травня 1997   | 29 квітня 1998   | Незалежний                    |
| 4 |         | Абд аль-Карім аль-Айрані араб. عبد الكريم علي يحي محمدعبد ألله الإرياني (1934–2015) | 29 квітня 1998   | 31 березня 2001  | Загальний народний конгрес    |
| 5 |         | Абдул Кадир Баджамал араб. عبد القادر باجمال (1946–2020)                            | 31 березня 2001  | 7 квітня 2007    | Загальний народний конгрес    |
| 6 |         | Алі Мухаммед Муджавар араб. علي محمد مجور (1953–)                                   | 7 квітня 2007    | 10 грудня 2011   | Загальний народний конгрес    |
| 7 |         | Мухаммед Басіндва араб. محمد باسندوة (1935–)                                        | 10 грудня 2011   | 9 листопада 2014 | Незалежний                    |
| 8 |         | Халед Баха араб. خالد بحاح (1965–)                                                  | 9 листопада 2014 |                  | Незалежний                    |